# 족구왕
"족구왕"은 2014년에 개봉한 대한민국의 영화이다.

## 캐스팅
- 안재홍 : 홍만섭 역
- 황승언 : 서안나 역
- 정우식 : 강민 역
- 강봉성 : 박창호 역
- 황미영 : 이미래 역
- 박호산 : 형국 역
- 류혜린 : 고운 역
- 진태철 : 해병팀 주장 역
- 최형선 : 해병팀 선수 역
- 윤동환 : 학생처장 역
- 이세랑 : 고기집 아줌마 역
- 한근섭 : 룸메이트 역
- 이경미 : 자꾸 나오는 여학생 역
- 나혜진 : 자꾸 나오는 여학생 역
- 배유람 : 기계공학과 역
- 배성윤 : 기계공학과 역
- 류기산 : 중국어과 역
- 김왕근 : 총장 역
- 곽민규 : 해병순찰대 역
- 강태우 : 음악 듣는 남학생
- 김창환 : 룸메이트 역 (우정출연)
- 심희섭 : 이등병 역 (우정출연)